# Zhoukoudian
Zhoukoudian o Chou-k'ou-tien (en chino, 周口店; pinyin, Zhōukǒudiàn) es un sitio arqueológico, formado por un sistema de cavernas, ubicado a unos 42 km al suroeste de Pekín (China), donde han sido encontrados restos fósiles del extinto homínido Homo erectus pekinensis.
El popularmente conocido como Hombre de Pekín fue inicialmente bautizado como Sinanthropus pekinensis ("hombre-chino de Pekín"), por el antropólogo canadiense Davidson Black en 1927, pero actualmente, y desde 1940, estos restos se asignan a la especie Homo erectus.
Han sido descubiertos restos parciales de 40 individuos así como más de 100 000 objetos, haciendo de Zhoukoudian uno de los más importantes yacimientos del Homo erectus en el mundo. Data de 680 000 a 780 000 años en el pasado. Fue catalogado como Patrimonio de la Humanidad por la Unesco en el año 1987.

## Galería

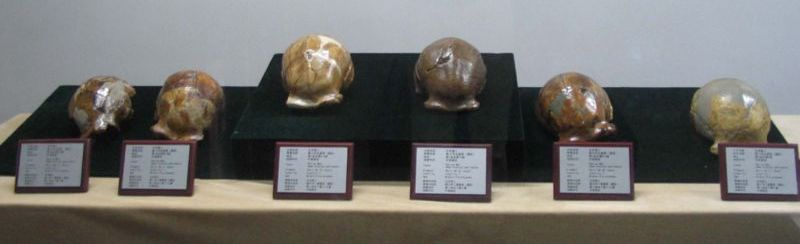
Réplicas de parte de los cráneos recuperados en Zhoukoudian.